# Elli Pyrelli
Elli Pyrelli, oft fälschlicherweise auch Elli Pirelli geschrieben (* 9. Mai 1934; † 8. April 2007), bürgerlicher Name Renate Herta Dahlke, war eine deutsche Sängerin, Schauspielerin und Aktionskünstlerin, die in den 1970er Jahren durch ihre gemeinsamen Auftritte mit Udo Lindenberg und seinem Panikorchester Bekanntheit erreichte. Unter anderem wirkte sie in Lindenbergs Rock-Revue Pinguine im Nebel mit, die 1979 von Peter Zadek inszeniert wurde. Aufgrund eines Streits endete nach zehn Jahren die Zusammenarbeit mit Lindenberg und damit Pyrellis Karriere. Sie lebte zuletzt in einer Sozialwohnung in Hamburg-Jenfeld.
Der Name Elli Pyrelli basiert auf einer von Lindenbergs Schöpfungen von Kunstfiguren, die in seinen Liedern auftauchen (wie z. B. auch Rudi Ratlos oder Bodo Ballermann) und findet sich erstmals auf Lindenbergs Musikalbum Votan Wahnwitz aus dem Jahre 1975.

## Filmographie (Renate Herta Dahlke)
- 1980: Panische Zeiten
- 1986: Tatort: Leiche im Keller
- 1998: Großstadtrevier, Folge Einsatz mit Geschmack